# Berrydale (Floride)
Berrydale est une census-designated place du comté de Santa Rosa, dans l'État de Floride, aux États-Unis,. En 2020, elle compte une population de 348 habitants.